# شب بخیر غریبه
شب بخیر غریبه فیلمی به کارگردانی و نویسندگی علی عسگری ساخته سال ۱۳۷۵ است.

## خلاصه
سعید به دلیل گرفتاری در دام اعتیاد با خانواده اش در گیر است. خانم صابری همسر سعید خانه‌اش را ترک می‌کند و به سراغ جلال دوست قدیمی اش که نزد او کار می‌کرد می‌رود و درخواست کمک برای وصول طلب‌هایش می‌کند. طلب کارها سعید را تحت فشار قرار می‌دهند در همین حین مهرداد برادر خانم صابری برای کمک به آن‌ها وارد صحنه می‌شود….

## بازیگران
- چنگیز وثوقی
- شهلا ناظریان
- حسین عرفانی
- علی امجدی
- جهانگیر فروهر
- حسین معلومی
- محمدرضا عسگری
- مهسا عرفانی